# Jesús María Herrero Gómez
Jesús María Herrero Gómez, més conegut com a Chus Herrero (Saragossa, 10 de febrer de 1984) és un futbolista aragonès, que ocupa la posició de defensa central al CD Brea.
Després de despuntar en les categories inferiors del Reial Saragossa, puja al primer equip aragonès la temporada 05/06, en la qual debuta a la màxima categoria. Durant quatre temporades hi jugaria amb el Zaragoza, sent suplent. La temporada 08/09, amb els aragonesos a Segona, hi va disputar 23 partits.
L'estiu del 2009 marxa al FC Cartagena, que juga a la categoria d'argent. Després de tres temporades, fitxa pel Girona FC.